# Diva (canção de After School)
"Diva" é uma canção de electro dance do girl group sul-coreano After School. A canção foi lançada em 9 de abril de 2009 como single digital e posteriormente incluída no segundo álbum single do grupo "Because of You". A canção é o primeiro lançamento com a participação de Uee e o último lançamento incluindo So Young, que se retirou do grupo para seguir carreira de atriz. Uma versão em japonês da canção foi lançada em 23 de novembro de 2011 como segundo single em japonês. O single vem com uma nova canção em japonês chamada "Ready to Love".

## Lista de faixas
| Single em coreano: |                       |         |  |
| N.º                | Título                | Duração |  |
| 1.                 | "Diva"                | 3:18    |  |
| 2.                 | "Diva" (Instrumental) | 3:18    |  |
| Duração total:     | Duração total:        | 6:36    |  |

| Single em japonês: |                            |         |  |
| N.º                | Título                     | Duração |  |
| 1.                 | "Diva" (Versão em japonês) | 3:19    |  |
| 2.                 | "Ready to Love"            | 3:01    |  |
| Duração total:     | Duração total:             | 6:20    |  |

| CD             |                                        |         |  |
| N.º            | Título                                 | Duração |  |
| 3.             | "Diva" (Nova versão em coreano (2011)) | 3:20    |  |
| 4.             | "Diva" (Instrumental)                  | 3:20    |  |
| 5.             | "Ready to Love" (Instrumental)         | 3:02    |  |
| Duração total: | Duração total:                         | 16:05   |  |

| DVD (Tipo A) |                                                   |         |  |
| N.º          | Título                                            | Duração |  |
| 1.           | "Tap Slap" (Videoclipe)                           |         |  |
| 2.           | "Diva" (Videoclipe - Versão em japonês)           |         |  |
| 3.           | "Single Jacket shoot" (Making of – Versão Tipo A) |         |  |

| DVD (Tipo B) | |         |  |
| N.º          | Título                                                                                              | Duração |  |
| 1.           | "Diva" (Ao vivo no Akasaka BLITZ 2011.7.17 from AFTER SCHOOL JAPAN PREMIUM PARTY -Bang!Bang!Bang!-) |         |  |
| 2.           | "Diva & Tap Slap" (Making of – Versão Tipo B)                                                       |         |  |

## Desempenho nas paradas

### Versão em coreano
| Parada                                    | Melhor posição |
| ----------------------------------------- | -------------- |
| Gaon Monthly Singles Chart (maio de 2009) | 9              |

### Versão em japonês
| Lançamento             | Parada da Oricon      | Pico | Vendas de estreia | Vendas totais | Período na parada |
| ---------------------- | --------------------- | ---- | ----------------- | ------------- | ----------------- |
| 23 de novembro de 2011 | Daily Singles Chart   | 11   | 17.448            | 20.294+       | 10 semanas        |
| 23 de novembro de 2011 | Weekly Singles Chart  | 12   | 17.448            | 20.294+       | 10 semanas        |
| 23 de novembro de 2011 | Monthly Singles Chart | 38   | 17.448            | 20.294+       | 10 semanas        |

## Histórico de lançamento
| País          | Data                   | Formato                                       | Distribuidora        |
| ------------- | ---------------------- | --------------------------------------------- | -------------------- |
| Coreia do Sul | 9 de abril de 2009     | Download digital                              | Pledis Entertainment |
| Japão         | 16 de novembro de 2011 | Download digital (somente canção)             | Avex Trax            |
| Japão         | 23 de novembro de 2011 | CD single, download digital (single completo) | Avex Trax            |